# Корнющенко Михайло Олександрович
Михайло Олександрович Корнющенко (28 грудня 1898, село Семенівка Харківської губернії, тепер Харківської області — розстріляний 12 січня 1938) — український радянський діяч, член ВУЦВК. Член Центральної контрольної комісії КП(б)У в червні 1930 — січні 1934 року. 

## Біографія
Народився в селянській родині. Освіта початкова.
Член РКП(б) з 1920 року.
На 1929—1930 роки — голова Всеукраїнського комітету спілки текстильників.
До 1937 року — начальник політичного відділу Запорізького відділку Сталінської залізниці — заступник начальника політичного відділу Сталінської залізниці в місті Дніпропетровську.
15 серпня 1937 року заарештований органами НКВС. 11 січня 1938 року звинувачений у належності до контрреволюційної організації та засуджений до вищої міри покарання, розстріляний наступного дня. Посмертно реабілітований 2 листопада 1957 року.